# Gabriel Adorno
Gabriel Adorno (Gènova, vers 1320-1383), fou un patrici genovès. Es va casar el 1347 amb Valentina (Violant) Giustiniani Garibaldi.
Va exercir com ancià de la República de Gènova el 1359, i fou ambaixador de l'estat a Montferrato el 1360 i vicari imperial a Gènova el 1367.

Fou dux de Gènova del 14 de març de 1363 al 13 d'agost del 1370.